# Автони
Автони (англ. Autons) — штучна форма життя з британського довготривалого науково-фантастичного телесеріалу «Доктор Хто» та його спін-офів, зокрема романів, коміксів, відеоігор і аудіопостановок. У більшості випадків виступають у якості ворогів головного героя серіалу на ім'я Доктор, що здатен після сильних поранень оновлювати клітини свого тіла і перероджуватися в нове. Уперше автони з'явилися в серії Космічний передовий загін, що складалася з чотирьох частин і вийшла у 1970 році. Це була перша кольорова серія і перша для актора Джона Пертві у ролі Третього Доктора. Створені сценаристом Робертом Холмсом.
Істоти являють собою пластмасові манекени, які мають груповий розум, що управляється Свідомістю Нестін. Вона прагнула захопити Землю, поглинувши компанію Auto Plastics (від якої й походить назва раси), де виготовляла своїх солдатів. Автони мають зброю у своїх зап'ястках, що здатна вбити або випарувати жертву. Звичайний автон зовні не виглядає досить реалістично, щоб нагадувати реальну людину. Проте можна створити і досконалішого автона, що виглядатиме і поводитиметься як справжня людина, за винятком відблиску пластмасової шкіри і порожнистих звуків ходьби. У п'ятому сезоні поновленого у 2005 році «Доктора Хто» показали автона-клона Рорі Вільямса, настільки реалістичного, що навіть сам автон не догадувався, що він є не справжнім.

## Вигадана історія
Автони є одними з найдавніших істот у всесвіті «Доктора Хто», що жили в так звані «темні часи», поряд з ракносами, великими вампірами і карріонітами. Після багатьох років свого існування вони готують вторгнення на Землю, замінивши ключових державних діячів, проте їхні плани були зірвані організацією UNIT і Доктором зокрема (події серії Космічний передовий загін 1970 року).
Згодом автони повернулися в серії Терор автонів (1971) другого сезону Джона Пертві в ролі третього втілення Доктора, де також фігурував Майстер. Цього разу нестіни також використовували побутові пластикові предмети — іграшки, надувні крісла та штучні квіти на додаток до своїх манекенів-солдатів. Доктор переконав Майстра, що нестіни занадто небезпечні, щоб бути надійними союзниками, і разом вони відбили радіопромінь, за яким наступали сили вторгнення, відсилаючи його назад у космос. Це остання поява автонів у класичному серіалі (1963—1989), наступного разу вони з'являться в поновленому «Хто» 2005 року.
У ранніх чернетках спецвипуску «П'ять Докторів» (1983), присвяченому 20-річчю серіалу, планувалася сцена, в якій Сара Джейн Сміт стикається з кількома автонами та її рятує Третій Доктор. Ідея була відхилена через брак часу і коштів для знімання сцени. Роберт Холмс, творець персонажів, також прагнув написати серію для двадцять третього сезону за участю Шостого Доктора (грав Колін Бейкер), Майстра і Рані. Її події мали б відбуватися у Сінгапурі. Серія планувалася під назвою Жовта гарячка та як її лікувати.
Хоча автони з'явилися лише у двох серіях оригінального «Доктора Хто», вони залишаються одним із найбільш пам'ятних монстрів, пов'язаних із роками Джона Пертві та серіалу загалом. Сцена, в якій магазинні манекени оживають у Космічному передовому загоні та починають розстрілювати людей на вулиці, є одним із знакових моментів телесеріалу і часто наводиться як приклад вміння серіалу робити буденні речі лякаючими. Розкриття поліцейського як автона в серії Терор автонів було назване страшним для дитячої публіки. Це питання було висловлене Еліс Бейкон і навіть обговорене у Палаті лордів Великої Британії.
Коли серіал був поновлений, продюсер і сценарист Расселл Ті Девіс обрав автонів у якості перших монстрів, показаних у новому «Докторі Хто». У першому епізоді сезону 2005 року автони ще раз потрапили на Землю, використовуючи технологію надсвітлового руху. Також виявилось, що нестіни втратили свої продовольчі запаси у війні, бо підконтрольні їм білкові планети згнили. Їхнім планом було поневолення і знищення людства, оскільки Земля була ідеальною для потреб споживання — переповнена димом, нафтою та різними забруднювачами. Врешті-решт вони були знищені, коли Роуз Тайлер розлила пробірку з розчином Доктора під назвою «антипластик» у чан, де розміщувалася Свідомість Нестін. Остання вибухнула і всі автони, що заполонили Лондон вимкнулися. В епізоді автони жодного разу не називалися (тільки у титрах), на відміну від Свідомості Нестін.
Автони також з'явилися у епізоді другого сезону «Кохання і монстри» (2006), де був показаний флешбек подій «Роуз».
Образи автонів, намальовані Джоном Смітом у «Журналі неможливих речей» з'являються в епізоді третього сезону «Людська природа» (2007).
Поряд з численними ворогами Доктора, автони стають частиною Альянсу, головна мета якого ув'язнити Одинадцятого Доктора у Пандорику. Використовуючи спогади Емі Понд (тодішньої супутниці Доктора) вони створюють автонів, запрограмованих вважати себе солдатами Римського легіону. Серед них був і Рорі Вільямс — чоловік Емі. Показані автони були набагато досконалішими, ніж звичайний манекен. Вони ідеально повторювали зовнішність і характер оригіналу, а також були оснащені не снарядами в руці, а лазерною гарматою. Через вплив тріщин у тканині часу дублікат Рорі володів його особистостю і допоміг урятувати Всесвіт. Для цього він прожив на Землі від 102 до 1996 року, через що і отримав прізвисько «Останній Центуріон». Як і в епізоді «Роуз» персонажі жодного разу в діалогах не називали їх автонами, натомість використовуючи термін «нестін-дублікат», описуючи Рорі.
В епізоді «На озерному дні» дев'ятого сезону Дванадцятий Доктор і Клара Освальд стикаються з привидами, що захопили підводну дослідницьку базу майбутнього. Роздумуючи ким можуть виявитися примари, Доктор виключає версію, що вони автони. Це перший раз за історію поновленого телесеріалу, коли в сюжеті вживається саме слово «автон», а не «нестін» чи «нестін-дублікат», як раніше.
Тринадцятий Доктор згадує автонів як одну із версій походження іншопланетного вірусу Праксей, що вбивав органіку, використовуючи частинки мікропластику всередині неї.

### Спін-офи
Автони з'явилися у низці спін-оф-романів за «Доктором Хто», де автори зв'язали Свідомість Нестін з Стародавніми (істотами з всесвіту міфів Ктулху), зокрема як нащадка Шуб-Ніггурата.
У романі, написаному Гері Расселлом, під назвою «Незвичайний бізнес» за участю Шостого Доктора нестіни планували знову захопити Землю, на цей раз за допомогою відеоігрових пристроїв та пластикових іграшок. У «Synthespians™» за авторством Крейга Хінтона цифрові копії акторів далекого майбутнього виявилися втіленнями автонів, проте Шостий Доктор і Пері Браун зупинили їхні зловісні дії. Також тут згадується, що володарі часу атакували рідну планету пластикових монстрів — Полімос. Ці дії можуть бути пов'язаними з Війною Часу.
Восьмий Доктор та його супутниця Люсі Міллер стикаються з автонами під час подій аудіоп'єси «Хоробре нове місто». За її сюжетом, манекени проникають у таємну радянську операцію часів Холодної війни. Радянські агенти будують штучне місто в Британії, населене шпигунами. Тут продемонстровані автони, що відокремилися від Свідомості Нестін і стали «автономними».
3 вересня 2009 року вийшов друком роман «Автономія», де Десятий Доктор прибуває у розважальний центр Гіпервіль 2013 року, який окупували автони.
У книзі «Доктор Хто: Щорічник 2006» є стаття, написана Расселлом Ті Девісом, у якій ідеться, що підвладні Свідомості Нестін планети були атаковані у рамках Війни Часу. Унаслідок цього Свідомість зазнала «стресу» і мутувала. Таким чином пояснюється відмінність зображення Нестін у класичних і сучасних серіях.
Наприкінці 1990-х років компанія BBV (Bill & Ben Video) випустила трилогію direct-to-video фільмів «Автон». У першій частині під назвою «Автон» UNIT випадково пробуджує енергоблок нестінів, що були захоплені у серії Космічний передовий загін. У наступних продовженнях («Автон 2: Варта» й «Автон 3: Пробудження») кілька автонів подорожують світом, щоб активувати своїх пластикових союзників, які потрапили на Землю ще до розвитку людської цивілізації. Хоча BBV і отримала ліцензію на використання UNIT, автонів і Нестін у своїх творах, їхня канонічність стосовно «Доктора Хто» залишається невідомою.
З'являються у 15-ому випуску журналу з колекційними ігровими картками «Доктор Хто — Битви у часі», де автони є головною темою.
Автони також з'являються у доповненні (DLC) до відеогри Lego Dimensions 2015 року під назвою Doctor Who Level Pack, де виступають у ролі другорядних лиходіїв.
В антології аудіоп'єс «UNIT: Вимирання» (2015) за участю Кейт Стюарт і Петронелли Осґуд, автони влаштовують повномасштабне вторгнення на Землю. Сили UNIT борються з ними на всіх земних материках та є останньою надією людства на спасіння.

## Появи

### «Доктор Хто»
- Космічний передовий загін (1970)
- Терор автонів (1971)
- «Роуз» (2005)
- «Пандорика відкривається» / «Великий вибух» (2010)

#### Камео
- «Кохання і монстри» (2006)

### Романи
- «Повернення живого батька» (1996)
- «Незвичайний бізнес» (1997)
- «Synthespians™» (2004)
- «Кошмар Чорного острова» (2006)
- «Автономія» (2009)
- «Оцінка ризику» (2009)
- «Доктор Дев'ятий» (2017)

### Аудіоп'єси
- «Хоробре нове місто» (2008)
- «UNIT: Вимирання» (2015)

### ФІльми
- «Автон» (1997)
- «Автон 2: Варта» (1998)
- «Автон 3: Пробудження» (1999)

### Відеоігри
- Lego Dimensions (2015)

## Згадки поза «Доктором Хто»
- У фільмі «Чужий: Воскресіння» (1997) коли виявляється, що Колл (у виконанні Вайнони Райдер) є андроїдом, інший герой описує її як «автона — робота, створеного іншими роботами».
- У книзі «Мандрівка Місяця тіней» (2002) за авторством Шона МакМаллена термін «автон» для позначення незалежних магічних істот, щось схоже на гомункулів.
- У книзі «Покинуті в реальному часі» (1986) Вернора Вінжі теж фігурують автони, але тут це летючі персональні пристрої, що служать Високо-Техам охоронцями.